# Jože Spanring
Jože Spanring (izg. Špánring) slovenski kmetijski strokovnjak in dokumentacijski ali informacijski specialist, * 19. maj 1923, Dob pri Domžalah, † 20. julij 2010, Ljubljana. 
Deloval je predvsem na področju poljščin, zdravilnih zelišč in dokumentalistike. Bil je pionir na področju introdukcije in potrjevanja poljščin, ustanavljanja semenskih bank, gojenja zdravilnih zelišč in znanstvenega informiranja. 

## Šolanje
Osnovno šolo je obiskoval v Laporju (1929–34), gimnazijo pa je končal v Ljubljani leta 1942. V letih 1942 in 1943 so ga internirali Italijani, Nemci pa so ga mobilizirali na prisilno delo. Leta 1949 je dokončal študij agronomije na Poljoprivredno šumarskom fakultetu v Zagrebu, doktoriral pa leta 1977 na Biotehniški fakulteti v Ljubljani. Na izpopolnjevanju in podiplomskem študiju v ZDA leta 1957 ga je njegov vzornik, agronom nobelovec N. E. Borlaug, navdušil z imenitno dokumentacijo, ki si jo je zgradil za svoje raziskovalne namene. Spanring je tedaj spoznal pomen dobro organiziranega beleženja objavljenih in neobjavljenih znanstvenih in strokovnih spoznanj za raziskovalno delo posameznika in napredek svetovnega znanja. Ker so si tedanji predavatelji na Agronomski fakulteti zelo prizadevali doseči in ohraniti visoko raven raziskovalne in strokovne dejavnosti, so Spanringove zamisli za dokumentiranje dosežkov sprejeli. Tako so ga, delno tudi z namenom zasnovati dokumentacijsko službo, v letih 1960 in 1961 poslali na izpopolnjevanje v Wageningen (PODUC) na Nizozemsko. Vse to pa mu je omogočilo trdno teoretično in strokovno znanje, ki ga je z njemu lastnim entuzijazmom rad posredoval dalje.

## Delo
Značilnost Spanringovega delovnega opusa je neprestano širjenje področij, ki se jih je loteval in z izvirnimi idejami na vsakem od njih dosegel trajne uspehe. Od začetnega izobraževalnega, raziskovalnega in poljudno publicističnega dela v ožjem poljedelstvu se je kmalu usmeril na sortno in semensko problematiko, na uvajanje novih poljščin ter postopno na področje informatike. Ustvaril je 4 kultivarje (rž tetraploidna okta, ječmen vega, soja olna, topinambur bela). Kot splošno priznan ekspert za introdukcijo poljščin je opravil več mednarodnih ekspertiz. Že zgodaj je ugotovil kako pomemben je hiter in popolen dostop do novih znanstvenih in strokovnih spoznanj, tako je konec šestdesetih let prvi v nekdanjem jugoslovanskem prostoru razvil biotehniško informatiko, jo uspel dvigniti na znanstveno raven ter vnesti v okvir rednega dodiplomskega izobraževanja.
Od leta 1951 do upokojitve 1994 je služboval na Biotehniški fakulteti v Ljubljani, od leta 1979 dalje kot redni profesor. Bil je tudi idejni soustanovitelj Kmetijskega poskusnega centra Jable (1954), predstojnik katedre za poljedelstvo in pridelovanje krme (1966–77) ter Oddelka za agronomijo Biotehniške fakultete (1961–71). Jože Spanring je bil jugoslovanski koordinator projekta za uvajanje oljnih buč, vodil je slovensko komisijo za potrjevanje sort kmetijskih rastlin in semen (1971–91, 1994), Center Indok za biotehniko (1967–94), od leta 1954 pa tudi projekt načrtnega uvajanja kmetijskih rastlin v Sloveniji. S sodelavci je izdelal projekt surovinske osnove za tovarno sladkorja v Ormožu in idejni program jugoslovanske genske banke. Bil je član ali predsednik več uredniških odborov ali svetov, med drugim revij Raziskovalec, Journal for scientific agricultural research, Arhiv za poljoprivredne nauke (Bgd), Semenarstvo (Zgb), in oddaje Kmetijski nasveti na Radiu Ljubljana, v kateri je imel več kot 250 predavanj. Veliko je sodeloval tudi pri enciklopedičnih izdajah, strokovnem prevajalstvu in semenarski zakonodaji.
Leta 1963 so ga na Agronomski fakulteti izvolili v fakultetno komisijo za dokumentacijo v kmetijstvu, leta 1968 v Komisijo za znanstveno dokumentacijo in informacije zveznega sveta, leta 1970 v knjižnični odbor, leta 1970 pa je prevzel vodenje na novo ustanovljenega specializiranega INDOK centra za biotehniko ter postal član uredniškega odbora »Raziskovalca«, ki ga je 12 let opremljal z UDK in navodili. Prizadeval si je, da bi jugoslovanski uredniki časopise urejali in oblikovali po mednarodnih standardih, tako je področje mednarodnih standardov postalo eno od njegovih raziskovalnih in svetovalnih področij. 
Že leta 1968 je tudi pet mednarodnih standardov prevedel v slovenščino, da bi z njimi lažje seznanjal svoje sodelavce in študente. Po ustanovitvi INDOK centra za biotehniko je bil od leta 1972 predstavnik Univerzitetnega sveta v knjižničnem svetu NUK in redni član Komisije za informatiko Raziskovalne skupnosti Slovenije. Leta 1976 je bil imenovan za recenzenta projekta »Infoterm« pri UNESCO-u na Dunaju in za člana uredniškega odbora biografij in bibliografij univerzitetnih učiteljev, znanstvenih delavcev in sodelavcev. 
V Komisijo za informatiko, dokumentacijo in knjižničarstvo pri Univerzitetnem svetu je bil izvoljen leta 1981 in 1983 tudi pri Gospodarski zbornici. Istega leta je začel sodelovati tudi v uredništvu časopisa »Informatologia Yugoslavica«. Pripomogel je k organiziranju in povezovanju dokumentacijskih centrov na fakultetah in v podjetjih po vsej Sloveniji. Aktiven je bil v Društvu dokumentalistov in informatorjev Slovenije, v okviru katerega je leta 1972 koordiniral študijo »Zasnova sistema znanstveno-strokovnih informacijsko-dokumentacijskih dejavnosti v SR Sloveniji«. Kot član zvezne komisije pa si je prizadeval za ustanavljanje in sodelovanje dokumentacijskih centrov tudi v biotehniki tedanje Jugoslavije.
Njegovi načini zbiranja, analiziranja in shranjevanja informacij so bili lahko zgled mnogim poklicnim in šolanim strokovnjakom na tem področju. Podatke je najprej skrbno nabral iz številnih informacijskih virov, jih med seboj primerjal in ugotovil njihovo zanesljivost. Potem je te podatke kondenziral na tak način, da je zajel le najpomembnejše in dolge ali ponavljajoče se pojme je krajšal ali tudi šifriral. To je potem zabeležil v računalniško zbirko ali na papir. Na kartico A6 formata je Spanring bil zmožen naložiti količino informacij, ki bi jih lahko primerjali z računalniško disketo. Za vsako temo posebej je natančno proučil, katere podatke je treba spremljati in beležiti. Te podatke je potem dodal skupini podatkov, ki so standardni za vse dokumente in teme. Tako nastanejo sistematični pregledi preverjenih podatkov s seznami pregledne literature, ki so lahko v veliko pomoč pri raziskovalnem delu.  
Njegovo 42-letno pedagoško delo je bilo vezano z izobraževanjem slušateljev na vseh stopnjah študijskih usmeritev na Biotehniški fakulteti v Ljubljani, na podiplomskih programih iz informacijskih znanosti na univerzi v Zagrebu, predaval je tudi na FSPN in na Filozofski fakulteti v Ljubljani. Na Biotehniški fakulteti je leta 1968 uvedel predmet »Znanstvena dokumentacija« na podiplomskem študiju. Slušatelje je poučeval o tem, kako je treba oblikovati raziskovalno vprašanje ter kako in kje je treba iskati informacije v odgovor na to raziskovalno vprašanje. Na pobudo Branka Berčiča je leta 1983 uvedel proučevanje? za raziskovalno delo in uporabo informacijskih virov na Oddelku za bibliotekarstvo Filozofske fakultete.

## Nagrade, priznanja, odlikovanja
Za svoje delo je prejel odlikovanje red dela z zlatim vencem, nagrado za iznajdbe in izpopolnitve ter številna druga odlikovanja in priznanja. Za svoje delo je prejel tudi Kidričevo nagrado in Jesenkovo priznanje leta 1994, leta 2006 pa je dobil naziv zaslužni profesor Univerze v Ljubljani.

## Objave, pomembna dela
Objavil je večje število znanstvenih razprav in rezultatov svojega dela ter okoli 80 člankov, med drugim:
- Botanika kmetijskih rastlin za napredne kmetovalce. KG 1955, št. 22–30
- Kolobarjenje. V Ljubljani: Kmečka knjiga 1958
- Pregled poljščin in predlog nekaterih kolobarjev za Slovenijo. Ljubljana: Kmetijski inštitut Slovenije, 1959
- Poljedelska knjiga. ib. 1963, 378–80
- Nova iskustva i rezultati u proizvodnji ječma i ovsa u SRS. Dokumentacija za tehnologiju i tehniku u pljoprivredi, 1964, 68 (z ing. Šilcem)
- Opazovanja novih pšeničnih sort v introdukciji leta 1963-4. SKG 1964, 372–3
- Sinteticne populacije - medsebojni vplivi sort v nacrtnih mesanicah. Ljubljana: RSS, 1966
- Preskušanje sort, semenarstvo in pridelovanje krompirja v Sloveniji 1966. Ljubljana: Kmetijski inštitut Slovenije, 1967
- Kmetijsko šolstvo, znanost, pospeševalna služba. V: Tribuna, Letn. 18, št. 13, 1969, str. 7-8
- Vrste trav za trate in njihove lastnosti. Ljubljana: Inštitut za vrtnarstvo in oblikovanje krajine, Biotehniška fakulteta, 1969, str. 9–34
- Specijalizirani dokume ntacioni centri sa posebnim osvrtom na oblast poljuprivrede. Univerzitet danas 9, Bdg 1968, št. 2
- Informacijska, dokumentacijska in komunikacijska dejavnost (INDOK) v znanstvenih in raziskovalnih organizacijah. – Nova proizvodnja, letn. 22, 1971, št. 5, str.53–54. Tudi: Zbornik Biotehniške fakultete. Kmetijstvo, letnik 18, 1971,  str. 183–186 in Zdravstveni vestnik letn. 40, 1971, št.5, str. 183–184.
- Genetika in introdukcija poljščin. Ljubljana: RSS, 1980
- 40 let fakultete Pri Univerzi E. Kardelja v Ljubljani. V: Zbornik Biotehniške fakultete Univerze v Ljubljani, Spominski zbornik, 1987, str. 268–271
- Studija izvodljivosti formiranja banke biljnih gena Jugoslavije (BBGJ) kao savezne institucije. Tehnika 43, Bgd 1988, 889–969
- Dvajset let prilagajanja serijskih biotehniških strokovno znanstvenih publikacij iz jugoslovanskega in slovenskega prostora mednarodnim standardom(sekundarni avtor), z A Šauperl. V: Informatologia Yugoslavica, 1990, 1-2.
- Soybean research and production in Slovenia. Eurosoya, Montpellier 1992, št. 9, 85–89
- Sodobno kmetijstvo (Contemporary agriculture) lahko postane naš biotehniški znanstvenoraziskovalni, uradni in referatni mesečnik. V: Sodobno kmetijstvo, Let. 27, št. 9 (1994), str. 355–356
- Učni programi agronomije nekoč in danes pri nas in v tujini = Agronomy curricula in the past and present in Slovenia and abroad. V: Novi izzivi v poljedelstvu '96. Ljubljana : Biotehniška fakulteta, Oddelek za agronomijo, 1996, str. 385–395.
- Slovenski veliki leksikon. Ljubljana : Mladinska knjiga Založba, 2003–2005, 1. izd., 1. natis.
- Slovenski tehniški slovar. Ljubljana : Založba ZRC, ZRC SAZU, 2007- (Zbirka Slovarji / Založba ZRC, ZRC SAZU), 135 str.